# Сезон ФК «Карпати» (Львів) 1994—1995
| «Карпати» (Львів) у сезоні 1994—1995 | «Карпати» (Львів) у сезоні 1994—1995           |
| ------------------------------------ | ---------------------------------------------- |
| Ліга                                 | Вища ліга                                      |
| Місце в лізі                         | 8-е                                            |
| Раунд у Кубку                        | 1/8 фіналу                                     |
| Головний тренер                      | Мирон Маркевич                                 |
| Тренери                              | Володимир Журавчак                             |
| Президент                            | Богдан Кобрин (1994), Роман Гірник (1995)      |
| Стадіон                              | «Україна» (Львів)                              |
| Капітан                              | Олександр Євтушок                              |
| Найбільше матчів у лізі              | Олександр Чижевський, Віталій Шумський — по 33 |
| Найкращий бомбардир у лізі           | Андрій Покладок — 8                            |

Сезон «Карпат» (Львів) 1994—1995 — двадцять сьомий сезон «Карпат» (Львів). У вищій лізі чемпіонату України команда посіла 8-е місце серед 18 команд. У Кубку України дійшла до 1/8 фіналу.

## Чемпіонат
| Місце | Клуб                             | «Карпати» — клуб | «Карпати» — клуб | І  | В  | Н  | П  | М     | О  |
| Місце | Клуб                             | удома            | у гостях         | І  | В  | Н  | П  | М     | О  |
| ----- | -------------------------------- | ---------------- | ---------------- | -- | -- | -- | -- | ----- | -- |
|       | «Динамо» (Київ)                  | 0:1              | 0:3              | 34 | 25 | 8  | 1  | 87-24 | 83 |
|       | «Чорноморець» (Одеса)            | 0:0              | 1:2              | 34 | 22 | 7  | 5  | 62-29 | 73 |
|       | «Дніпро» (Дніпропетровськ)       | 3:1              | 1:2              | 34 | 19 | 8  | 7  | 60-33 | 65 |
| 4     | «Шахтар» (Донецьк)               | 3:1              | 0:3              | 34 | 18 | 8  | 8  | 52-29 | 62 |
| 5     | «Таврія» (Сімферополь)           | 0:0              | 0:3              | 34 | 17 | 8  | 9  | 61-37 | 59 |
| 6     | «Кривбас» (Кривий Ріг)           | 1:0              | 0:1              | 34 | 13 | 9  | 12 | 35-30 | 48 |
| 7     | «Торпедо» (Запоріжжя)            | 3:1              | 2:1              | 34 | 15 | 3  | 16 | 49-49 | 48 |
| 8     | «Карпати» (Львів)                |                  |                  | 34 | 12 | 9  | 13 | 32-36 | 45 |
| 9     | «Металург» (Запоріжжя)           | 1:0              | 0:1              | 34 | 11 | 10 | 13 | 47-42 | 43 |
| 10    | «Кремінь» (Кременчук)            | 2:0              | 0:0              | 34 | 12 | 6  | 16 | 42-54 | 42 |
| 11    | «Прикарпаття» (Івано-Франківськ) | 0:0              | 1:1              | 34 | 11 | 8  | 15 | 40-52 | 41 |
| 12    | «Нива» (Тернопіль)               | 1:0              | 1:2              | 34 | 11 | 6  | 17 | 40-44 | 39 |
| 13    | СК «Миколаїв»                    | 1:1              | 1:1              | 34 | 11 | 5  | 18 | 33-59 | 38 |
| 14    | «Нива» (Вінниця)                 | 2:0              | 1:1              | 34 | 10 | 7  | 17 | 38-51 | 37 |
| 15    | «Волинь» (Луцьк)                 | 1:0              | 0:3              | 34 | 11 | 3  | 20 | 29-38 | 36 |
| 16    | «Зоря-МАЛС» (Луганськ)           | 4:3              | 0:1              | 34 | 10 | 5  | 19 | 35-70 | 35 |
| 17    | «Темп» (Шепетівка)               | 0:0              | 2:0              | 34 | 10 | 4  | 20 | 31-41 | 34 |
| 18    | «Верес» (Рівне)                  | 0:1              | 0:2              | 34 | 8  | 7  | 19 | 28-63 | 31 |

### Статистика гравців
У чемпіонаті за клуб виступали 24 гравці:
| Футболіст                        | Дата народження  | Ігри     | Голи     |          |          |
| Воротарі                         | Воротарі         | Воротарі | Воротарі | Воротарі | Воротарі |
| -------------------------------- | ---------------- | -------- | -------- | -------- | -------- |
| Расулов Ельхан Афсар-огли        | 25 березня 1960  | 17       | 18п      |          |          |
| Стронціцький Богдан Едуардович   | 13 січня 1968    | 17       | 18п      |          |          |
| Захисники                        |                  |          |          |          |          |
| Євтушок Олександр Васильович     | 11 жовтня 1970   | 31       | 1        |          |          |
| Василитчук Андрій Миколайович    | 13 липня 1965    | 15       | 1        |          |          |
| Доценко Віктор Петрович          | 10 грудня 1975   | 9        | 0        |          |          |
| Мачоган Ігор Петрович            | 3 березня 1970   | 3        | 0        |          |          |
| Павлюх Іван Богданович           | 12 серпня 1976   | 27       | 1        |          |          |
| Федюков Олег Іванович            | 13 грудня 1963   | 13       | 0        |          |          |
| Чижевський Олександр Арсенійович | 27 травня 1971   | 33       | 1        |          |          |
| Півзахисники                     |                  |          |          |          |          |
| Бондарчук Василь Васильович      | 12 січня 1965    | 16       | 1        |          |          |
| Гнатів Роман Михайлович          | 1 листопада 1973 | 5        | 0        |          |          |
| Зуб Роман Іванович               | 16 лютого 1967   | 26       | 5        |          |          |
| Леськів Василь Іванович          | 20 грудня 1963   | 30       | 2        |          |          |
| Маковей Ігор Юрійович            | 4 вересня 1976   | 20       | 2        |          |          |
| Петрик Анатолій Степанович       | 7 грудня 1963    | 27       | 0        |          |          |
| Різник Володимир Йосипович       | 15 лютого 1966   | 28       | 0        |          |          |
| Сапуга Андрій Михайлович         | 4 жовтня 1976    | 14       | 0        |          |          |
| Шулятицький Андрій Тарасович     | 8 червня 1969    | 4        | 0        |          |          |
| Шумський Віталій Іванович        | 17 травня 1972   | 33       | 0        |          |          |
| Нападники                        |                  |          |          |          |          |
| Амілехін Сергій Володимирович    | 12 червня 1974   | 16       | 0        |          |          |
| Валенко Едуард Анатолійович      | 21 лютого 1960   | 28       | 5        |          |          |
| Липинський Микола Дмитрович      | 9 квітня 1968    | 14       | 4        |          |          |
| Мозолюк Володимир Данилович      | 28 січня 1964    | 6        | 0        |          |          |
| Покладок Андрій Ярославович      | 21 червня 1971   | 26       | 8        |          |          |

## Кубок України
| Етап | Дата              | Господар               | Рахунок | Гість                  |
| ---- | ----------------- | ---------------------- | ------- | ---------------------- |
| 1/16 | 27 вересня 1994   | «Закарпаття» (Ужгород) | 2:1     | «Карпати» (Львів)      |
| 1/16 | 1 листопада 1994  | «Карпати» (Львів)      | 3:0     | «Закарпаття» (Ужгород) |
| 1/8  | 22 листопада 1994 | «Таврія» (Сімферополь) | 3:0     | «Карпати» (Львів)      |
| 1/8  | 27 листопада 1994 | «Карпати» (Львів)      | 3:1     | «Таврія» (Сімферополь) |